# Meczet Omara w Nikozji
Meczet Omara (gr. Τέμενος Ομεριέ, tur. Ömeriye Camii)  – meczet w Nikozji. Nazwa meczetu upamiętnia kalifa Omara.

## Historia
Zbudowany w XIV wieku jako kościół zakonu Augustianów. Po podbiciu Cypru przez imperium osmańskie przekształcony w meczet.

## Galeria

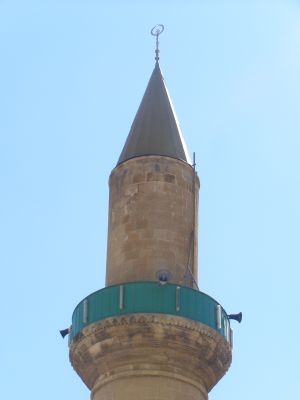
Wierzchołek minaretu
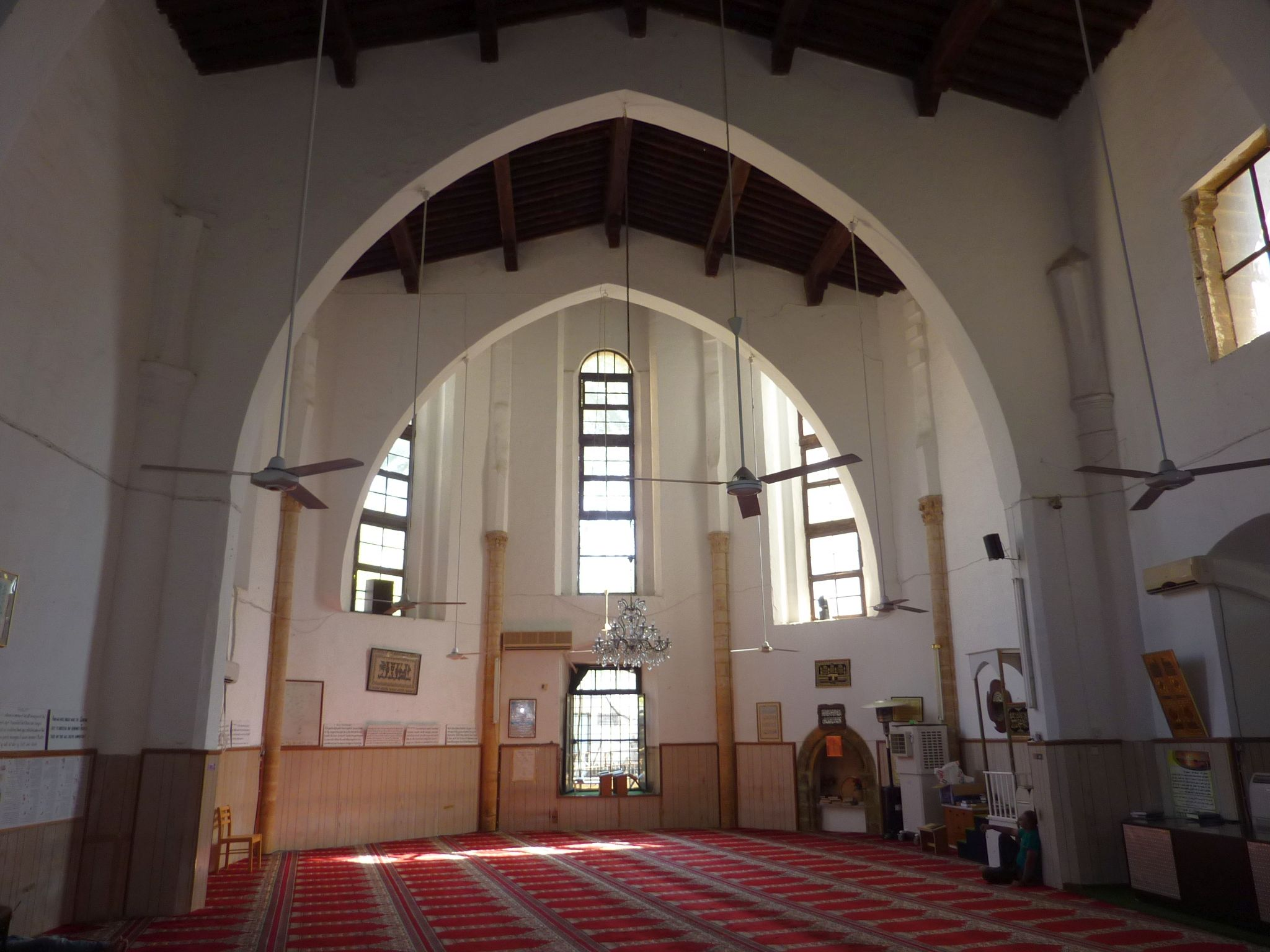
Wnętrze meczetu